# Head over Heels (Album)
Head over Heels ist das dritte Musikalbum der Sängerin Paula Abdul aus dem Jahr 1995.

## Hintergrund
Paula Abdul veröffentlichte ihr drittes Musikalbum Head over Heels am 13. Juni 1995 unter Virgin Records, nachdem Abdul zuvor mit einer Erkrankung von Bulimia zu kämpfen hatte, welche sie für vier Jahre von ihrer Karriere abhielt. Abdul hoffte mit ihrem Comeback-Album wieder im Rampenlicht der Musikszene zu landen. Jedoch wurde dieses Album das letzte, welches sie in ihrer Karriere veröffentlichte, später zog sich Abdul aus dem Musikgeschäft zurück und widmete sich der Schauspielerei.
Für Head over Heels beauftragte Abdul neue Produzenten und vollzog einen Stilwandel zum Contemporary R&B, die Lieder auf dem Album haben einen stärkeren R&B-Einfluss, als Abduls frühere Arbeiten. Die erste Single My Love Is For Real gab Kritiker und Fans einen Geschmack aus ihrem neuen R&B-Stil, die Kritiken zur Single und zum Album fielen gemischt aus, nicht wie die Vorgänger, welche von Kritikern stets gelobt wurden.

## Kritik
Viele Musikkritiker sahen in Head over Heels einen Abzug aus Abduls Wurzeln der Popmusik, wiederum sahen einige Kritiker in diesem Album ihr aufregendstes und kreativstes Album ihrer Karriere. Gelobt wurden auch die „ruhigeren“ Titel auf dem Album, welche nicht mit dem Sound der Vorgänger vergleichbar seien.

## Kommerzieller Erfolg
Im Gegensatz zu Abduls vorherigem Album war dieses Album ein kommerzieller Misserfolg. Laut den Verkaufszahlen wurde Head over Heals auch das erfolgloseste Album in Abduls Karriere, es wurde lediglich mit einer Goldenen Schallplatte in den Vereinigten Staaten ausgezeichnet. In den amerikanischen Billboard 200 erreichte das Album nur Platz 18 und verließ die Albumcharts nach nur wenigen Wochen. Bis heute verkaufte sich das Album weltweit nur unter 3 Millionen Mal. Aufgrund des Misserfolges ihres Albums zog sich Abdul später aus der Musikszene zurück und widmete sich der Schauspielerei.
Drei Lieder wurden aus dem Album als Singles ausgekoppelt. Die erste Single My Love is For Real wurde nur ein mäßiger Erfolg und erreichte Platz 28 der amerikanischen Billboard Hot 100, es wurde Abduls erste Single, welche die US Top 20 verfehlte, und der letzte Hit ihrer Karriere. Das Lied erreichte auch als einziges Lied in ihrer Karriere Platz 1 der amerikanischen Dance-Charts. Die zweite Single Crazy Cool wurde aufgrund von mangelnder Promotion ein Flop und erreichte nur Platz 58 der Billboard Hot 100. Ihre letzte Single Ain't Never Gonna Give You Up verfehlte die Billboard Hot 100 sogar, damit wurde das Lied ein weiterer Flop und die erfolgloseste Single in ihrer Karriere. Ursprünglich sollte noch If I Were Your Girl als Single veröffentlicht werden, aber durch den Misserfolg des Albums und Ain't Never Gonna Give You Up dachte Abdul nicht mehr an eine Veröffentlichung und zog sich ganz aus dem Musikgeschäft zurück.

## Titelliste
1. Crazy Cool
2. My Love Is For Real
3. Ain't Never Gonna Give You Up
4. Love Don't Come Easy
5. If I Were Your Girl
6. Sexy Thoughts
7. The Choice Is Yours
8. Ho-Down
9. Under The Influence
10. I Never Knew It
11. Get Your Groove On
12. Missing You
13. It's All About Feeling Good
14. Cry For Me

## Charts und Auszeichnungen
| Charts (1995)          | Höchstplatzierung |
| ---------------------- | ----------------- |
| Australien             | 27                |
| Kanada                 | 21                |
| Niederlande            | 74                |
| Japan                  | 32                |
| Vereinigtes Königreich | 61                |
| Vereinigte Staaten     | 18                |

### Auszeichnungen
| Land               | Auszeichnung | Verkaufszahlen |
| ------------------ | ------------ | -------------- |
| Vereinigte Staaten | Gold         | 500.000+       |